# Klairi Angelidou
Klairi (Claire) Angelidou (griechisch Κλαίρη Αγγελίδου, * 19. November 1932 in Famagusta; † 1. April 2021) war eine zyprische Schriftstellerin, Lehrerin und Politikerin.

## Leben und Karriere
Angeliodou wurde 1932 in Famagusta geboren. Nach der Schule studierte sie ab 1951 an der Universität Athen Philologie. 1955 heiratete sie Nikos Angelidis (1932–1980). Ihr Mann war Philologe, Rechtsanwalt, Mitglied des Abgeordnetenhauses sowie Aktivist der EOKA (Εθνική Οργάνωσις Κυπρίων Αγωνιστών). Sie arbeitete nach ihrem Studium bis 1991 als Lehrerin im Sekundarbereich und war Mutter dreier Söhne.
Während des Befreiungskampfes der Kronkolonie Zypern gegen Großbritannien (1955–1959) trat Angelidou als Studentin der Organisation K.A.R.I. bei, die eine führende Rolle bei den gesamten Vorbereitungsarbeiten für den bewaffneten Befreiungskampf gespielt haben soll. Angelidou leitete außerdem von 1956 bis 1959 alle EOKA-Frauengruppen in der Region Karpasia.
Nachdem sie im Mai 1991 als Abgeordnete der Partei DIKO (Δημοκρατικός Συναγερμός Dimokratikos Synergamos, Demokratische Sammlung) ins zyprische Parlament gewählt worden war, war sie von 1993 bis 1997 Ministerin für Bildung und Kultur in der Regierung von Glafkos Klerides.
Sie war Mitglied vieler kultureller und akademischer Vereinigungen und erhielt zahlreiche Auszeichnungen von verschiedenen Institutionen in Zypern, Griechenland, Italien, Belgien, England und Frankreich. Unter anderem war sie Ehrenmitglied des Cyprus Language Club, des Lions Club of Arsinoe Famagusta, der International Organization for the Promotion of Women of Europe (Cyprus Council, Award for Women of Europe), der Hellenic Society of Literary Translators, der Parnassos Literary Association und des International Council of Friends of Kazantzakis. Darüber hinaus war sie Mitglied der 15-köpfigen Onassis-Stiftung (2000–2007) sowie von 2005 bis 2009 Vorsitzende des Rates für das historische Gedenken an den EOKA Kampf 1955–1959.
Angelidou hinterließ ein reichhaltiges literarisches Werk; sie schrieb insbesondere Gedichte und veröffentlichte elf Gedichtbände. In ihrem poetischen Werk drückt sich Trauer und Nachdenklichkeit über das Schicksal ihrer Heimat Zypern aus. Ihre Gedichte wurden in der griechischen und zyprischen Presse veröffentlicht und in verschiedene Anthologien in Zypern, Griechenland, Italien und Rumänien aufgenommen. Es gibt Übersetzungen ihrer Werke ins Englische, Französische, Italienische, Tschechische, Bulgarische, Arabische, Spanische, Deutsche, Dänische, Rumänische und Albanische. Einige ihrer Gedichte wurden vertont. Der Komponist Giorgos Theofanous schrieb die Musik zu ihrem Werk CHORES, das den Helden des Widerstands gewidmet ist, und führte es 2015 anlässlich einer Feier zum 60-jährigen Jubiläum des EOKA-Kampfes auf.
An ihrem Todestag, dem 1. April 2021, sagte der damalige Staatspräsident Zyperns Nikos Anastasiadis über sie: „Ήταν μια όχι απλά προικισμένη προσωπικότητα, αλλά και μια αγωνίστρια, ένας πνευματικός άνθρωπος που υπηρέτησε ανιδιοτελώς αυτή τη χώρα. Αιωνία της η μνήμη“ (Sie war nicht nur eine begabte Persönlichkeit, sondern auch eine Kämpferin, eine spirituelle Person, die diesem Land selbstlos diente. Ihr Andenken ist unsterblich).

## Auszeichnungen
2005 wurde Klairi Angelidou die Ehrendoktorwürde der Philosophischen Fakultät der Universität Athen verliehen, im selben Jahr erhielt sie auch die Ehrendoktorwürde der Middlesex University in London.

## Veröffentlichungen (Auswahl)
- Ο δρόμος. Αφήγημα (O dromos. Afigma. Der Weg. Erzählung). Ekdoseis Kastanioti, Athen 1997, ISBN 978-960-03-1814-2.
- Συνομιλία με την αδελφή μου Αμμόχωστο (Synomilia me tin adelfi mou Ammochosto, Gespräch mit meiner Schwester Ammochosto). Malliaris Paideia Verlag, Thessaloniki 2003, ISBN 978-960-239-736-7.
- Στο πλαίσιο του σχεδίου Ανάν (Sto Plaisio tou schediou Anan, Im Rahmen des Plans von Anan). Ypsilon Verlag, Athen 2004, ISBN 978-960-17-0137-0.
- ΧΟΕΣ (CHOES). En Typois Verlag 2005.
- Έσοπτρον ψυχής. Ποιήματα (Esoptron psychis. Piimata, Ein Seelenfresser. Gedichte.). Armos Verlag, Athen 2007, ISBN 978-960-527-395-8.
- Κωδικός: Αταλάντη. Μια γυναίκα στην αντίσταση: Ιστόρημα (Kodikos: Atalanti. Mia gynaika stin antistasi: Istorima, Code: Atalanti. Eine Frau im Widerstand: Eine Geschichte). Dioptra Verlag, Athen 2011, ISBN 978-960-364-455-2.
- Συλλογικό έργο. Αμμόχωστος (Syllogiko ergo. Ammochostos. Kollektives Werk, Ammochostos). I Kathimerini Verlag, Athen 2011, ISBN 978-960-475-192-1.
- Λιτανεία. Ποίηση (Litaneia. Piisi, Litanei, Gedichte). Iolkos Verlag Athen 2012, ISBN 978-960-426-708-8.